# Muž davu
Muž davu (v angličtině „The Man of the Crowd“) je krátká hororová povídka amerického spisovatele a literárního teoretika Edgara Allana Poea z roku 1849.
V povídce pozoruje neznámý vypravěč z kavárny tváře okoloprocházejících lidí, až jej zaujme starší muž s nezaměnitelným výrazem. Rozhodne se jej následovat ulicemi Londýna.

## Příběh
Existují jistá tajemství, která nelze vyslovit. Každou noc umírají lidé. Umírají se zoufalstvím v srdci, s hrdlem staženým křečí, umírají pro nějaké hrozné tajemství. Lidské svědomí si občas naloží tak hrůzné břímě, že je nelze svrhnout nikam jinam než do hrobu.
Těmito myšlenkami se zaobírá vypravěč příběhu, když sedí u okna jedné londýnské kavárny. Tráví zde celé odpoledne, pročítá si inzeráty, pozoruje kavárenskou společnost či pohledem zkontroluje dění na ulici. Začne si více všímat venkovního ruchu a tváří procházejících lidí. Zaznamenává různé detaily a odhaduje podle šatů, chůze, držení těla a výrazů obličeje, jací lidé se mu míhají před očima. Obchodníci, prodavači, úředníci, hazardní hráči, šmelináři, žebráci, nosiči, kominíci, uhlíři, flašinetáři…
Chýlí se k večeru a na ulici se objevují lidé žijící nočním životem. Tehdy vypravěče zaujme tvář sešlého starce. Nikdy neviděl podobný výraz ve tváři, jako má tento muž. Je v ní vepsána zlomyslnost, krvelačnost, zoufalství i lakota. Rozhodne se muže sledovat.
Muž má podivné chování, chodí uličkami dokola, tápe a zrychluje, kdykoli se ocitne mimo masu lidí. Jakoby znejistěl při náhlém osamění. Cítí se dobře v davu lidí. Netuší, že má za zády člověka, jenž jej sleduje. Takto prochodí celou noc a následující den. Vypravěč je již téměř zemdlen, postaví se před poutníka a pohlédne mu do tváře. Stařec si jej ani nevšimne a hledí si dál své cesty. Vypravěč zůstane stát a přemýšlí o podivném chodci. Tento muž se stal samotným davem reprezentujíc výše zmíněné negativní vlastnosti.
| „                            | „Tento stařec,“ řekl jsem si posléze „je symbol, je to duch temného zločinu. Brání se být sám. Je to muž davu. Bylo by marné chodit za ním; víc už bych se nedozvěděl ani o něm, ani o jeho skutcích. Nejšpatnější lidské srdce je objemnější kniha než Hortulus Animae a snad je to jedna z velkých milostí božích, že - es lässt sich nicht lesen (česky: nedá se číst).“ | “ |
| — Edgar Allan Poe - Muž davu | |   |

## Česká a slovenská vydání
Česky či slovensky vyšla povídka v následujících sbírkách nebo antologiích:
Pod názvem Muž davu:
- Démon zvrácenosti: Detektivní a jiné senzační příběhy, Hynek, s.r.o. , 1999, ISBN 80-86202-45-3, překlad Josef Schwarz, vázaná, 184 stran, autor obálky: Petr Sacher
- Jáma a kyvadlo a jiné povídky (Odeon 1975, 1978, 1987, 1988 a Levné knihy KMa 2002 [3])
- Zrádné srdce: Výbor z díla (Naše vojsko, 1959, překlad Josef Schwarz, vázaná s papírovým přebalem, 676 stran)

Pod názvem Človek davu:
- (slovensky) Zlatý skarabeus (Tatran, 1967, 295 stran)

### Poznámka
- v povídce je zmíněn německý malíř Moritz Retzsch [4].